# Österreichischer Fußball-Cup 1976/77
Der ÖFB-Cup wurde in der Saison 1976/77 zum 43. Mal ausgespielt. Sieger wurde zum 16. Mal die Wiener Austria, Titelverteidiger Rapid musste sich bereits im Achtelfinale der SSW Innsbruck geschlagen geben.

## Ausscheidungsspiele

### Achtelfinale
|                         | Ergebnis        |                      |
| ----------------------- | --------------- | -------------------- |
| SC Hertha Wels          | 0:3 (0:2)       | Wiener Sport-Club    |
| SV St. Veit/Glan        | 3:0 (1:0)       | ATUS Bärnbach        |
| Grazer AK               | 3:2 (1:1)       | SK VÖEST Linz        |
| SV Austria Salzburg     | 0:0 (3:1 i. E.) | SV Stockerau         |
| SSW Innsbruck           | 3:1 (2:0)       | SK Rapid Wien        |
| Linzer ASK              | 2:1 (1:0)       | First Vienna FC 1894 |
| SC Schwarz-Weiß Bregenz | 0:3 (0:2)       | FC Admira/Wacker     |
| SpG Austria-WAC         | 12:0 (4:0)      | FC Rätia Bludenz     |

### Viertelfinale
|                   | Ergebnis              |                     |
| ----------------- | --------------------- | ------------------- |
| SSW Innsbruck     | 4:1 (1:0)             | Linzer ASK          |
| FC Admira/Wacker  | 0:3 (0:1)             | SpG Austria-WAC     |
| Wiener Sport-Club | 1:0 (1:0)             | Grazer AK           |
| SV St. Veit/Glan  | 1:1 (1:1) (6:5 i. E.) | SV Austria Salzburg |

### Semifinale
|                  | Ergebnis  |                   |
| ---------------- | --------- | ----------------- |
| SpG Austria-WAC  | 3:0 (1:0) | SSW Innsbruck     |
| SV St. Veit/Glan | 1:2 (1:1) | Wiener Sport-Club |

## Finale
Im 42. österreichischen Cupfinale standen sich Sport-Club und Austria-WAC gegenüber. Letztere war klarer Favorit, denn bei Sport-Club handelte es sich dieser Tage um einen Zweitdivisionär, der im harten Aufstiegskampf überdies schon einige Spieler durch Sperren und Verletzungen verloren hatte. Das Hinspiel auf dem Sportclub-Platz konnten die Violetten nach konditioneller Überlegenheit in der zweiten Hälfte knapp mit 1:0 für sich entscheiden, sodass man sich bereits auf die erste Titelfeier im neuen Weststadion rüsten konnte. Nachdem im Rückspiel zwei Wochen später Pirkner die Veilchen bereits nach knapp vier Minuten in Front schoss, war das Duell entschieden, letztendlich konnten die Austria-Anhänger einen 3:0-Sieg bejubeln.

### Hinspiel
| Paarung           | Wiener Sport-Club – SpG Austria-WAC |
| Ergebnis          | 0:1 (0:0) |
| Datum             | 14. Juni 1977 |
| Stadion           | Wiener Sportclub-Platz, Wien |
| Zuschauer         | 8.000 |
| Schiedsrichter    | Franz Wöhrer |
| Tore              | 0:1 Julio César Morales (71.) |
| Wiener Sport-Club | Peter List – Herwig Tercek, Norbert Hof, Josef Schulz (82. Walter Lehner), Johann Hörmayer – Eduard Thomas, August Starek, Günther Happich – Walter Demel, Manfred Wagner, Helmut Zechner (82. Ernst Brudnar) Cheftrainer: Erich Hof  |
| SpG Austria-WAC   | Hubert Baumgartner – Robert Sara, Karl Daxbacher, Josef Sara, Ernst Baumeister – Felix Gasselich, Herbert Prohaska, Alberto Martínez – Friedrich Drazan (65. Wilhelm Pöll), Hans Pirkner, Julio César Morales Cheftrainer: Karl Stotz |

### Rückspiel
| Paarung           | SpG Austria-WAC – Wiener Sport-Club |
| Ergebnis          | 3:0 (2:0) |
| Datum             | 29. Juni 1977 |
| Stadion           | Weststadion, Wien |
| Zuschauer         | 13.000 |
| Schiedsrichter    | Erich Linemayr |
| Tore              | 1:0 Hans Pirkner (4.) 2:0 Herbert Prohaska (31.) 3:0 Julio César Morales (89.) |
| SpG Austria-WAC   | Hubert Baumgartner – Robert Sara, Karl Daxbacher, Josef Sara, Günther Pospischil – Felix Gasselich (58. Friedrich Drazan), Herbert Prohaska, Alberto Martínez – Wilhelm Pöll, Hans Pirkner, Julio César Morales Cheftrainer: Karl Stotz   |
| Wiener Sport-Club | Peter List (46. Erich Pusch) – Herwig Tercek, Norbert Hof, Norbert Lichtenegger (72. Manfred Wagner), Johann Hörmayer – Eduard Thomas, August Starek, Günther Happich – Helmut Zechner, Karl Ritter, Ernst Brudnar Cheftrainer: Erich Hof |